# Leptotyphlops telloi
Leptotyphlops telloi là một loài rắn trong họ Leptotyphlopidae. Loài này được Broadley & Watson mô tả khoa học đầu tiên năm 1976.